# William Henderson
William Terrelle Henderson (Richmond, 19 febbraio 1971) è un ex giocatore di football americano statunitense che ha giocato nel ruolo di fullback per tutta la carriera con i Green Bay Packers della National Football League (NFL). Fu scelto nel corso del terzo giro (66º assoluto) del Draft NFL 1995 dai Packers. Al college giocò a football all'Università della Carolina del Nord a Chapel Hill.

## Carriera professionistica
Henderson fu scelto nel corso del terzo giro del Draft 1995 dai Green Bay Packers. Un giocatore particolarmente solido, Henderson divenne stabilmente titolare nel 1996, anno in cui vinse con Green Bay il Super Bowl XXXI contro i New England Patriots. Per nove volte nelle sue prime undici stagioni disputò tutte le 16 gare della stagione, venendo convocato per il Pro Bowl nel 2004. Le 320 ricezioni in carriera di Henderson lo pongono al decimo posto nella classifica di tutti i tempi dei Packers, primo fra i running back.

## Vittorie e premi

### Franchigia
- Super Bowl : 1

Green Bay Packers: XXXI
- National Football Conference Championship: 2

Green Bay Packers: 1996, 1997

### Individuale
- Convocazioni al Pro Bowl: 1

2004

## Statistiche
| Yard ricevute    | 2.409 |
| Touchdown totali | 19    |